# Alfonso de Jesús Hinojosa Berrones
Alfonso de Jesús Hinojosa Berrones (ur. 7 października 1924 w Monterrey, zm. 23 lutego 2017) – meksykański duchowny katolicki, biskup diecezjalny Ciudad Victoria 1974-1985 i biskup pomocniczy Monterrey 1985-2000.

## Życiorys
Święcenia kapłańskie otrzymał 9 października 1949.
12 lutego 1974 papież Paweł VI mianował go biskupem diecezjalnym Ciudad Victoria. 5 kwietnia tego samego roku z rąk arcybiskupa Alfonsa Espino y Silva przyjął sakrę biskupią. 10 kwietnia 1985 mianowany biskupem pomocniczym archidiecezji Monterrey. 2 lutego 2000 ze względu na wiek na ręce papieża Jana Pawła II złożył rezygnację z zajmowanej funkcji.
Zmarł 23 lutego 2017.